# Louis Ribes (prêtre)
Pour l'homme politique, voir Louis Ribes.
Pour les articles homonymes, voir Ribes.
Pour un article plus général, voir Abus sexuels sur mineurs dans l'Église catholique en France.
Louis Ribes, né le 18 septembre 1920 à Grammond (Loire) et mort le 28 août 1994 à Vienne (Isère), est un prêtre et artiste-peintre. En 2022, vingt-huit ans après sa mort, il est accusé d'avoir violé et agressé sexuellement des dizaines de garçons. Il a réalisé de nombreux vitraux, chemins de croix et tableaux visibles dans différentes églises des monts du Lyonnais et du Beaujolais Vert, dans la seconde moitié du XXe siècle. Signant ses œuvres « RIB », il est surnommé le « Picasso des églises ».

## Biographie

### Origines familiales
Son père, Petrus Ribes, né en 1888, exerce le métier de boulanger à Grammond quand il meurt en 1926. Sa mère, Marie Grégoire, née en 1895, meurt à son tour en 1934. Orphelin à 14 ans, le jeune Louis Ribes quitte Grammond pour Caluire où il est élevé par une tante et son parrain, aumônier des Bénédictines de la Rochette.
Poursuivant ses études au petit séminaire d'Oullins, c'est avec son oncle qu'il s'initie à la peinture moderne.

### Prêtre et peintre
À 17 ans, année de son entrée au grand séminaire de Francheville, il réalise sa première fresque. Engagé, au début des années 1940, comme dessinateur pour l'hebdomadaire chrétien Temps nouveau, replié en zone libre, il enchaîne les expositions de 1941 à 1943, participant ainsi au renouveau de l'art sacré.
En 1943, il est réquisitionné au STO (service du travail obligatoire) en Allemagne, comme aumônier en usine pour les jeunes du STO. Il devient, à son retour, dessinateur principal du Club du livre chrétien. Illustrateur de plusieurs ouvrages, il publie également son propre recueil de poèmes.
Ordonné prêtre à l'âge de 27 ans, en 1947, il enseigne à l'école cléricale de Saint-Martin-en-Haut dans l’ouest lyonnais.
Louis Ribes réalise aussi des images pieuses et des livres pour enfants, des vêtements liturgiques ou encore des nappes, brodées par les sœurs de la Rochette, où il a son atelier.
L'ecclésiastique décide de se retirer des circuits officiels en 1951, année où il expose une dernière fois au Salon d'automne de Lyon. Il est nommé entre 1951 et 1968 au petit séminaire de Chessy. Mais il n'arrête pas de créer pour autant, il est l'auteur de plusieurs vitraux et chemins de croix, dont celui de Chambost-Allières, inscrit aux monuments historiques, ainsi que de centaines de tableaux, souvent à l'acrylique sur contreplaqué. Ses œuvres sont reconnaissables par leur style coloré qui rappelle le cubisme de Pablo Picasso ou de Diego Rivera.
Outre une dizaine de livres illustrés dont il signe parfois les textes et des centaines de dessins pour la presse catholique ou le diocèse de Lyon, s'ajoutent ses illustrations pour la revue Laudes, de son ami, le père Jean Vuaillat.
Décédé en 1994, il est enterré au cimetière de Grammond, à quelques mètres de l'église dont il a peint les fresques intérieures.

## Accusations de pédocriminalité
En 2022, vingt-huit ans après sa mort, Louis Ribes est accusé d'avoir violé et agressé sexuellement des dizaines d'enfants.
Le premier signalement connu remonte à 1976 au séminaire d'aînés de Vienne-Estressin encadré alors par trois prêtres, dont Louis Ribes qui y résidera de 1968 jusqu'à sa mort. Un séminariste âgé de 18 ans découvre fortuitement dans un réduit où sont entreposés les effets personnels de Louis Ribes huit grands cartons à dessins contenant « des centaines de croquis, d’aquarelles, d’enfants nus dans des positions indécentes et des choses plus crues encore. De grosses quantités de pornographie. » Il se confie à l'un des enseignants, son directeur spirituel, le père L. qui le réprimande et l’accuse de « manquer de respect vis-à-vis de la communauté »; et on lui fait savoir qu'il n'est pas apte à devenir prêtre. Louis Ribes, averti par le père L. s'en prend au séminariste en lui ordonnant de ne pas fouiller dans ses affaires et l'exclut de ses cours. Le séminariste reconnaît parmi les croquis de Louis Ribes un enfant présenté comme son neveu que le père L. ou le supérieur amènent régulièrement au séminaire et qui dort la nuit dans la chambre de Louis Ribes. Interrogé en janvier 2022 par Luc Gemet, que Louis Ribes a agressé sexuellement et violé à partir de 1972 entre ses 8 et 14 ans au domicile de ses parents ainsi qu'au séminaire, le père L. âgé de 89 ans, qui a résidé au séminaire de Vienne-Estressin entre 1967 et 1987, reconnaît à propos de Louis Ribes que « des enfants dormaient avec lui » et posaient nus, mais affirme ne pas être sûr qu'il abusait d'eux. Il justifie son inaction par la réputation dont jouissait Louis Ribes comme peintre qui le rendait inattaquable et le fait qu'il ne soit pas le directeur du séminaire.
À la mort de Louis Ribes en 1994, un ecclésiastique et une personne laïque découvrent dans son appartement au séminaire les productions pédopornographiques du prêtre, des dessins et des photographies qu'ils décident de détruire. Cependant, certaines victimes, affirment que tout n'aurait pas été brûlé, ainsi Luc Gemet s'est vu transmettre par la cousine de Louis Ribes en décembre 2021 les photos que le prêtre avait prises de lui enfant. Les responsables des diocèses de Grenoble-Vienne, Lyon et Saint-Étienne confirment dans un communiqué commun publié le 10 février 2022 avoir eu connaissance le 28 janvier 2022 de cette destruction tout en estimant que « par ailleurs, il peut exister des photos, peintures et croquis qui relèvent de la responsabilité de leurs propriétaires privés. »
En 2015 au moins deux victimes de Louis Ribes se sont déjà confiées auprès d'un prêtre du diocèse de Grenoble. Leur signalement remonte au diocèse qui répond par mail le 15 avril 2016 qu'il l'a « réellement pris très au sérieux ». L'une d'elles rencontre à trois reprises en 2017 le cardinal Philippe Barbarin, archevêque de Lyon, qui lui répond dans une lettre datée du 18 avril 2017 avoir conscience « qu’il y a eu un problème grave ». Malgré ces rencontres et ces échanges, le diocèse de Lyon ne diligente aucune enquête en 2017, ni ne diffuse d'appel à témoignages.
En 2016, la fille de l'une des victimes de Louis Ribes se manifeste également auprès du diocèse de Grenoble. La victime souhaite récupérer les photographies que Louis Ribes a prises de lui pour les détruire. Il informe l'évêque, Guy de Kerimel, de l'existence d'autres enfants abusés. Une recherche est effectuée dans les archives des diocèses de Grenoble et de Lyon sans résultat. Aucune suite n'est donnée. Interrogé fin janvier 2022 par l'antenne Auvergne-Rhône-Alpes de France 3 sur l'absence d'enquête interne, Guy de Kerimel, nouvellement nommé archevêque de Toulouse, rétorque à la journaliste : « Vous n’avez rien d’autre à faire que de fouiller dans ces choses-là. » Il se justifie en rappelant qu'il avait mis en place dès 2016 une cellule d'écoute dans son diocèse et souligne « qu’on ne peut forcer les gens à témoigner. » Il se dit convaincu que le responsable du séminaire de Vienne-Estressin était informé des agissements de Louis Ribes et a fermé les yeux : « Il y a eu volonté d’étouffer l’affaire. Mais vous savez, à cette époque le journal Libération faisait aussi la promotion de la pédophilie ». Ces propos sont jugés « déroutants » par le quotidien La Croix qui ouvre ses colonnes à Guy de Kérimel pour clarifier ses déclarations.
Le 28 août 2020 paraît le livre Prêtres et artistes du diocèse de Lyon, préfacé par Emmanuel Gobilliard, évêque auxiliaire de Lyon, consacré à une trentaine de prêtres-artistes, dont Louis Ribes auquel quatre pages sont dédiées qui célèbrent ses talents de « peintre et illustrateur à l’imagination sans fin. » Dans un article paru le 1er avril 2021 dans Le Pays roannais, l'une des co-auteurs, historienne de l'art et membre de la Commission diocésaine d'art sacré de Lyon, fait le portrait d'un prêtre-artiste d'exception qui « savait se mettre à la portée des plus modestes pour expliquer l'Évangile. [...] La peinture et le dessin ont été, pour lui, un moyen de servir Dieu et les hommes. » Dans leur communiqué commun du 10 février 2022, les responsables des diocèses de Lyon, Saint-Étienne et Grenoble font savoir à propos du livre que « la Commission diocésaine d’art sacré de Lyon ignorait les agissements pédo-criminels de Louis Ribes , sans quoi, évidemment, il n’aurait jamais vu le jour » et qu'il a été retiré de la vente en septembre 2021.
Le 18 octobre 2021, l'affaire Ribes est révélée publiquement avec la parution dans le magazine Marianne du témoignage de Luc Gemet. Ce dernier avait envoyé le 31 juillet 2021 un mail au diocèse de Lyon pour dénoncer les viols qu'il avait subis de la part de Louis Ribes.
Luc Gemet et sa famille sont reçus le 27 octobre 2021 par Guy de Kérimel, alors évêque de Grenoble, qui leur indique que deux autres victimes présumées du père Ribes se sont manifestées auprès du diocèse et de la Ciase et qu'une enquête sera menée conjointement avec les diocèses de Lyon et Saint-Étienne.
Emmanuel Gobilliard se rend le 8 janvier 2022 à une réunion publique à Pomeys, où l’article de Marianne a soulevé une vive émotion parmi les paroissiens. Il annonce que le chemin de croix du père Ribes sera prochainement décroché. Les tableaux sont enlevés de l'église le 12 janvier 2022 par des membres de la Commission d’art sacré du diocèse de Lyon.
Le 13 janvier 2022, les diocèses de Lyon, Saint-Étienne et Grenoble publient simultanément un bref communiqué, indiquant qu'à l’été 2021, plusieurs personnes s'étaient adressées aux diocèses de Lyon et de Grenoble pour révéler qu’elles ou leurs proches avaient été agressés sexuellement par Louis Ribes. Un appel à témoins est lancé.
Principalement survenues dans les années 1970-1980, ces agressions sexuelles, dont le diocèse de Lyon assure avoir « acquis la certitude, en octobre dernier », ont été commises sur de jeunes garçons et de jeunes filles,,. Les faits ont pu être confirmés grâce au concours des enquêteurs de la commission sur les abus sexuels dans l'Église catholique (Ciase), indique Olivier de Germay, archevêque de Lyon, dans une conférence de presse le 19 janvier 2022,.
« Par respect pour les victimes, les œuvres du père Ribes qui appartiennent au diocèse de Lyon, Grenoble-Vienne et Saint-Étienne, seront progressivement déposées et remisées », annonce également le diocèse de Lyon dans son communiqué. Une décision motivée notamment par le fait que certaines de ces œuvres ont été inspirées par des enfants que le père Ribes faisait poser nus, de manière suggestive, avant de les agresser ensuite sexuellement. Au dos de certains tableaux sont inscrits les prénoms des enfants,.
À la suite de témoignages parvenus aux cellules d'écoute et de réunions publiques organisées par les trois diocèses concernés, au cours desquelles des victimes se sont manifestées, l'évêque de Saint-Étienne, Sylvain Bataille, affirme le 18 janvier 2022 que le nombre de victimes serait au moins d'une cinquantaine. L'archidiocèse de Lyon effectue un signalement au procureur de la République de Lyon le 27 janvier 2022. Le 17 mars 2022, 49 victimes sont recensées, de 1957 à 1990, des fratries entières sont touchées.
Loïc Lagadec, vicaire épiscopal du diocèse de Grenoble, qui assure l’intérim après le départ de Guy Kérimel, admet lors d'une réunion publique le 27 janvier 2022 à Vienne que « les démarches n’ont pas été à la hauteur. » Dans un nouveau communiqué commun publié le 10 février 2022 les deux évêques de Lyon et Saint-Étienne, ainsi que l'administrateur de Grenoble-Vienne, émettent des interrogations quant au fait « que les abus commis par Louis Ribes aient pu si longtemps rester sous silence » et que « la parole des quelques personnes qui se sont exprimées n’a pas été prise en compte. » Des « manquements en termes d’archivage ou de transmission des informations à la hiérarchie » sont évoqués ainsi qu'un manque de coordination entre les diocèses concernés. Dans un article du Progrès daté du 4 mars 2022, Emmanuel Gobilliard reconnaît « qu’il y a eu des dysfonctionnements » : « peut-être que, trop longtemps, on a voulu gérer les choses en interne. »
Le 6 mai 2022, un collectif représentant 25 victimes de Louis Ribes animé par Annick Moulin et Luc Gemet tient à Lyon une conférence de presse. Le collectif dénonce notamment « les manquements de l'institution Église à combattre les abus et crimes sexuels commis », en avançant le chiffre de 300 victimes potentielles, ainsi que la complexité des démarches pour obtenir des réparations financières auprès des instances créées par l’Église de France après la publication du rapport de la CIASE. L'avocat sollicité par le collectif parle de « bricolage » dans la fixation des montants d'indemnisation de la part des deux instances en charge (CRR et INIRR) qui chercheraient, selon lui, « exclusivement à protéger les finances de l'Église ». Le collectif exige du diocèse une prise en charge rapide des victimes en souffrance psychologique qu'il estime ne pas être à la hauteur des promesses qui lui ont été faites. Sur ce dernier point le diocèse de Lyon précise au Progrès qu’une rencontre avec une psychologue a été organisée le 9 avril 2022 et qu'une autre est planifiée en juin. Il affirme ne pas avoir reçu de demandes individuelles. Concernant les indemnisations, le diocèse indique avoir versé 750 000 euros au fond mis en place par l’Église de France pour l'ensemble des victimes d'abus sexuels.

## Œuvres
En janvier 2022, le diocèse de Lyon demande que les tableaux et vitraux de Louis Ribes soient retirés des églises. Cette liste présente la dernière position connue de ces œuvres avant que certaines d'entre elles ne soient retirées à partir de janvier 2022,.
- Caluire-et-Cuire (Rhône), église Saint-Côme-et-Saint-Damien : Vie des saints Côme et Damien (vitrail). Après discussions[36], les vitraux sont retirés courant 2024[37].
- Chagnon (Loire), église : Le Baptême du Christ (tableau). Retiré[38].
- Chambost-Allières (Rhône), église Saint-Pierre-et-Saint-Paul : Chemin de croix (tableaux). Décrochés en janvier 2022[36].
- Charly (métropole de Lyon), église Saint-Antoine : 11 vitraux dans le chœur et à la tribune ; vitraux hauts de la nef. Deux collectifs de victimes demandent le retrait de ces vitraux, mais sans réponse favorable de la municipalité[39] qui finalement annonce en janvier 2023 accéder à leur demande[40]. Les vitraux sont retirés à partir de février 2024 avec un financement assuré par le diocèse de Lyon[41].
- Chuzelles (Isère), église : Les Quatre éléments (tableau). Retiré.
- Dième (Rhône), église Saint-François-de-Sales : L’Annonciation (vitrail), Saint François-de-Sales patron de la paroisse (vitrail). Début février 2023, le collectif des victimes de Louis Ribes réitère sa demande de retrait des vitraux[42].
- Givors (Rhône), chapelle Saint-Martin de Cornas (chapelle désacralisée) : Saint Martin partageant son manteau avec un pauvre (vitrail), Apparition du Christ ressuscité à saint Martin (vitrail), Tout ce que vous ferez au moindre des miens… (vitrail). Le maire de Givors refuse de retirer ces vitraux[43].
- Grammond (Loire), église Saint-Pierre : fresques intérieures. Retirées[36].
- Les Sauvages (Rhône), église Notre-Dame-de-la-Roche : La Cène (tableau).
- Loire-sur-Rhône (Rhône), église Notre-Dame-de-l’Assomption : Christ arbre de vie (vitrail).
- Pomeys (Rhône), église Saint-Martin : Chemin de croix (tableaux), autels. Quelques œuvres retirées[36].
- Sainte-Catherine (Rhône), église Sainte-Catherine : 8 vitraux. Retrait le 24 octobre 2023[44].
- Saint-Germain-au-Mont-d'Or (Rhône), église Saint-Germain : Le Baptême du Christ (tableau). Décroché[36].
- Savigny (Rhône), église Saint-André : Chemin de croix (tableaux).